# Aurel Șunda
Aurel Șunda (* 14. Oktober 1957 in Becicherecu Mic) ist ein ehemaliger rumänischer Fußballspieler und derzeitiger -trainer. Er leitet seit 2014 die Jugendabteilung des ACS Poli Timișoara.

## Spielerkarriere
Șunda kam im Jahr 1976 zu CFR Timișoara, das seinerzeit in der Divizia B spielte. Dort spielte er drei Jahre lang und kam jeweils in gut der Hälfte der Begegnungen zum Einsatz. Nach dem Abstieg 1979 schloss er sich dem Lokalrivalen Politehnica Timișoara an, der seinerzeit in der Divizia A spielte. Bei „Poli“ wurde er schnell zur Stammkraft. Mit seinem Verein kämpfte er in der Liga  um den Klassenverbleib, feierte aber Erfolge im rumänischen Pokal. Durch den Erfolg Triumph 1980 zog er mit seiner Mannschaft in den Europapokal der Pokalsieger ein, wo er mit seiner Mannschaft in der zweiten Runde gegen West Ham United ausschied. In der Saison 1980/81 erreichte er ebenfalls das Pokalfinale, unterlag dort aber Universitatea Craiova. Da Craiova Meister wurde, durfte Șunda erneut im Europapokal der Pokalsieger spielen, schied mit seinem Team aber schon in der Vorrunde aus.
In der Liga erreichte er in der Saison 1982/83 das Klassenziel nicht und stieg ab. Șunda blieb in Timișoara, das sich in den folgenden Jahren zu einer Fahrstuhlmannschaft entwickelte. Anfang 1988 verließ er den Verein zum Lokalrivalen Progresul Timișoara in die Divizia B. Nach einem Jahr bei UM Timișoara beendete er im Jahr 1991 seine aktive Laufbahn.

## Erfolge

### Spieler
Liga II
- Vizemeister (2×): 1983/84, 1986/87

Cupa României:
- Sieger (1×): 1979/80
- Finalist (1×): 1982/83

### Trainer
Liga II
- Meister (4×):
  - 2000/01 (mit UM Timişoara)
  - 2002/03 (mit Apulum Alba Iulia)
  - 2003/04 (mit CFR Cluj)
  - 2008/09 (mit Unirea Alba Iulia)